# Сливарско
Сливарско је насељено место у саставу општине Доња Воћа у Вараждинској жупанији, Хрватска. До територијалне реорганизације у Хрватској налазило се у саставу старе општине Иванец.

## Становништво
На попису становништва 2011. године, Сливарско је имало 222 становника.

## Попис1991.
На попису становништва 1991. године, насељено место Сливарско је имало 306 становника, следећег националног састава:
| Попис 1991.‍ | Попис 1991.‍ | Попис 1991.‍ | Попис 1991.‍ | Попис 1991.‍ |
| ----------- | ----------- | ----------- | ----------- | ----------- |
|             |             |             |             |             |
| Хрвати      | Хрвати      |             | 297         | 97,05%      |
| Словенци    | Словенци    |             | 4           | 1,30%       |
| непознато   | непознато   |             | 5           | 1,63%       |
| укупно: 306 |             |             |             |             |